# Flavigny (Cher)
Pour les articles homonymes, voir Flavigny.
Flavigny est une commune française située dans le département du Cher, en région Centre-Val de Loire.

## Géographie
Le territoire de la commune est traversé par la rivière de l'Airain.
La commune fait partie du canton de La Guerche-sur-l'Aubois,.

### Climat
Pour des articles plus généraux, voir Climat du Centre-Val de Loire et Climat du Cher.
En 2010, le climat de la commune est de type climat océanique dégradé des plaines du Centre et du Nord, selon une étude du CNRS s'appuyant sur une série de données couvrant la période 1971-2000. En 2020, Météo-France publie une typologie des climats de la France métropolitaine dans laquelle la commune est exposée à un climat océanique altéré et est dans la région climatique  Centre et contreforts nord du Massif Central, caractérisée par un air sec en été et un bon ensoleillement. 
Pour la période 1971-2000, la température annuelle moyenne est de 10,9 °C, avec une amplitude thermique annuelle de 16,2 °C. Le cumul annuel moyen de précipitations est de 816 mm, avec 11 jours de précipitations en janvier et 7,8 jours en juillet. Pour la période 1991-2020, la température moyenne annuelle observée sur la station météorologique la plus proche, située sur la commune d'Ourouer-les-Bourdelins à 4 km à vol d'oiseau, est de 11,8 °C et le cumul annuel moyen de précipitations est de 791,0 mm,. Pour l'avenir, les paramètres climatiques de la commune estimés pour 2050 selon différents scénarios d'émission de gaz à effet de serre sont consultables sur un site dédié publié par Météo-France en novembre 2022.
| Mois                                  | jan.             | fév.           | mars           | avril         | mai             | juin          | jui.          | août           | sep.            | oct.            | nov.             | déc.             | année      |
| ------------------------------------- | ---------------- | -------------- | -------------- | ------------- | --------------- | ------------- | ------------- | -------------- | --------------- | --------------- | ---------------- | ---------------- | ---------- |
| Température minimale moyenne (°C)     | 1,3              | 1,1            | 2,9            | 5             | 8,7             | 11,9          | 13,7          | 13,7           | 10,4            | 8,2             | 4,3              | 1,8              | 6,9        |
| Température moyenne (°C)              | 4,2              | 4,9            | 7,9            | 10,6          | 14,3            | 17,9          | 20            | 20             | 16,2            | 12,6            | 7,7              | 4,7              | 11,8       |
| Température maximale moyenne (°C)     | 7,1              | 8,6            | 12,8           | 16,1          | 20              | 23,9          | 26,4          | 26,2           | 21,9            | 17              | 11               | 7,6              | 16,6       |
| Record de froid (°C) date du record   | −14,1 12.01.1999 | −13,3 09.02.12 | −11,8 01.03.05 | −5,3 11.04.03 | −0,6 06.05.19   | 1,9 04.06.01  | 3,8 17.07.00  | 2,1 30.08.1993 | −0,8 14.09.1996 | −8,6 30.10.1997 | −10,7 24.11.1998 | −12,4 30.12.1996 | −14,1 1999 |
| Record de chaleur (°C) date du record | 17,6 30.01.02    | 21,7 27.02.19  | 24,9 31.03.21  | 28,5 30.04.05 | 30,7 15.05.1992 | 39,1 27.06.11 | 40,6 25.07.19 | 40,3 05.08.03  | 35,8 14.09.20   | 31,4 13.10.23   | 24,7 07.11.15    | 17,7 07.12.00    | 40,6 2019  |
| Précipitations (mm)                   | 59               | 51,5           | 52             | 69            | 84,2            | 65,4          | 64,8          | 63,6           | 65,7            | 72,1            | 74               | 69,7             | 791        |

## Urbanisme

### Typologie
Au 1er janvier 2024, Flavigny est catégorisée commune rurale à habitat dispersé, selon la nouvelle grille communale de densité à 7 niveaux définie par l'Insee en 2022.
Elle est située hors unité urbaine et hors attraction des villes,.

### Occupation des sols
L'occupation des sols de la commune, telle qu'elle ressort de la base de données européenne d’occupation biophysique des sols Corine Land Cover (CLC), est marquée par l'importance des territoires agricoles (76,2 % en 2018), en diminution par rapport à 1990 (79,7 %). La répartition détaillée en 2018 est la suivante : 
terres arables (39,3 %), prairies (33,8 %), forêts (23,3 %), zones agricoles hétérogènes (2,8 %), cultures permanentes (0,4 %), milieux à végétation arbustive et/ou herbacée (0,4 %).
L'évolution de l’occupation des sols de la commune et de ses infrastructures peut être observée sur les différentes représentations cartographiques du territoire : la carte de Cassini (XVIIIe siècle), la carte d'état-major (1820-1866) et les cartes ou photos aériennes de l'IGN pour la période actuelle (1950 à aujourd'hui).

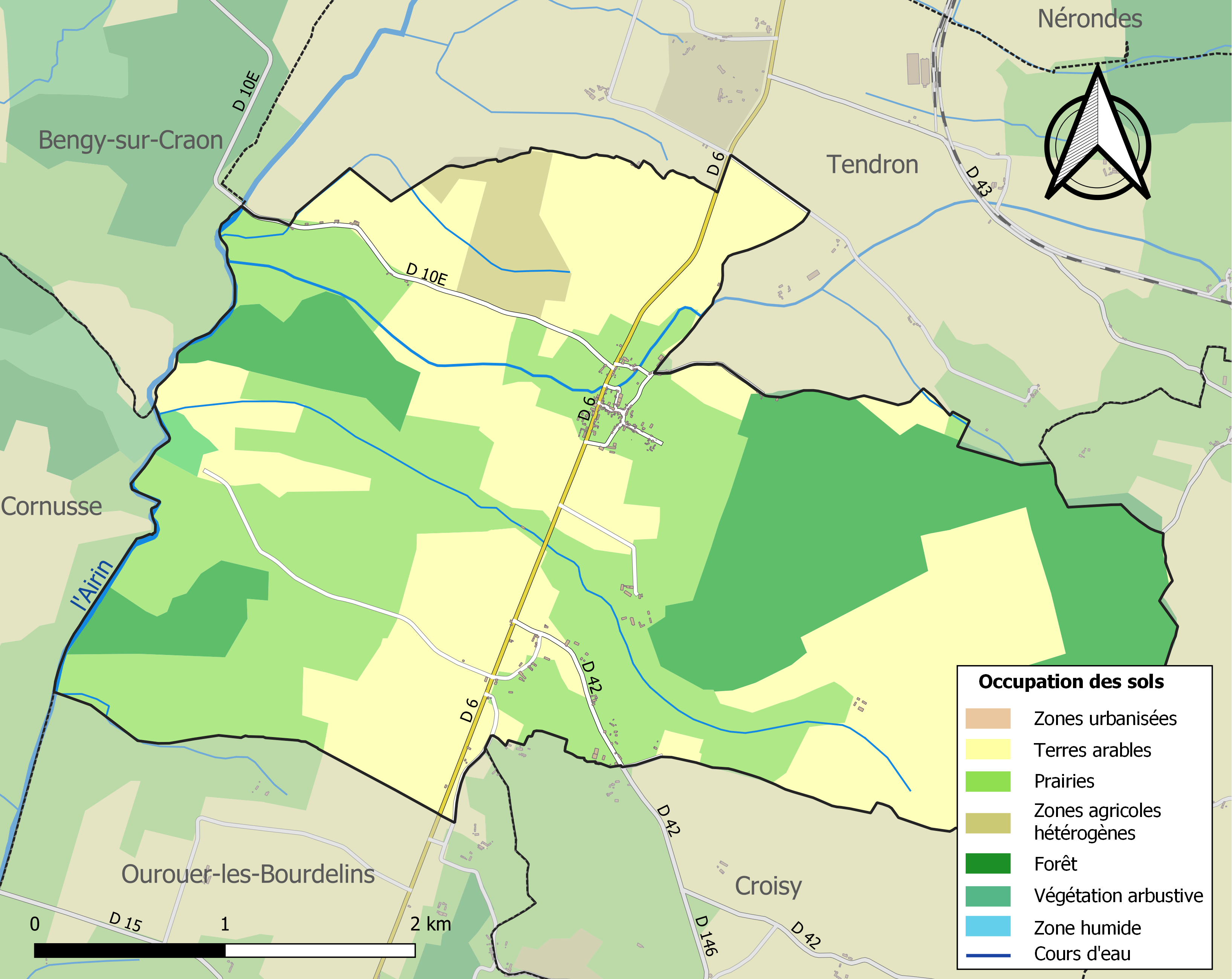
Carte des infrastructures et de l'occupation des sols de la commune en 2018 (CLC).

### Risques majeurs
Le territoire de la commune de Flavigny est vulnérable à différents aléas naturels : météorologiques (tempête, orage, neige, grand froid, canicule ou sécheresse), mouvements de terrains et séisme (sismicité faible). Un site publié par le BRGM permet d'évaluer simplement et rapidement les risques d'un bien localisé soit par son adresse soit par le numéro de sa parcelle.

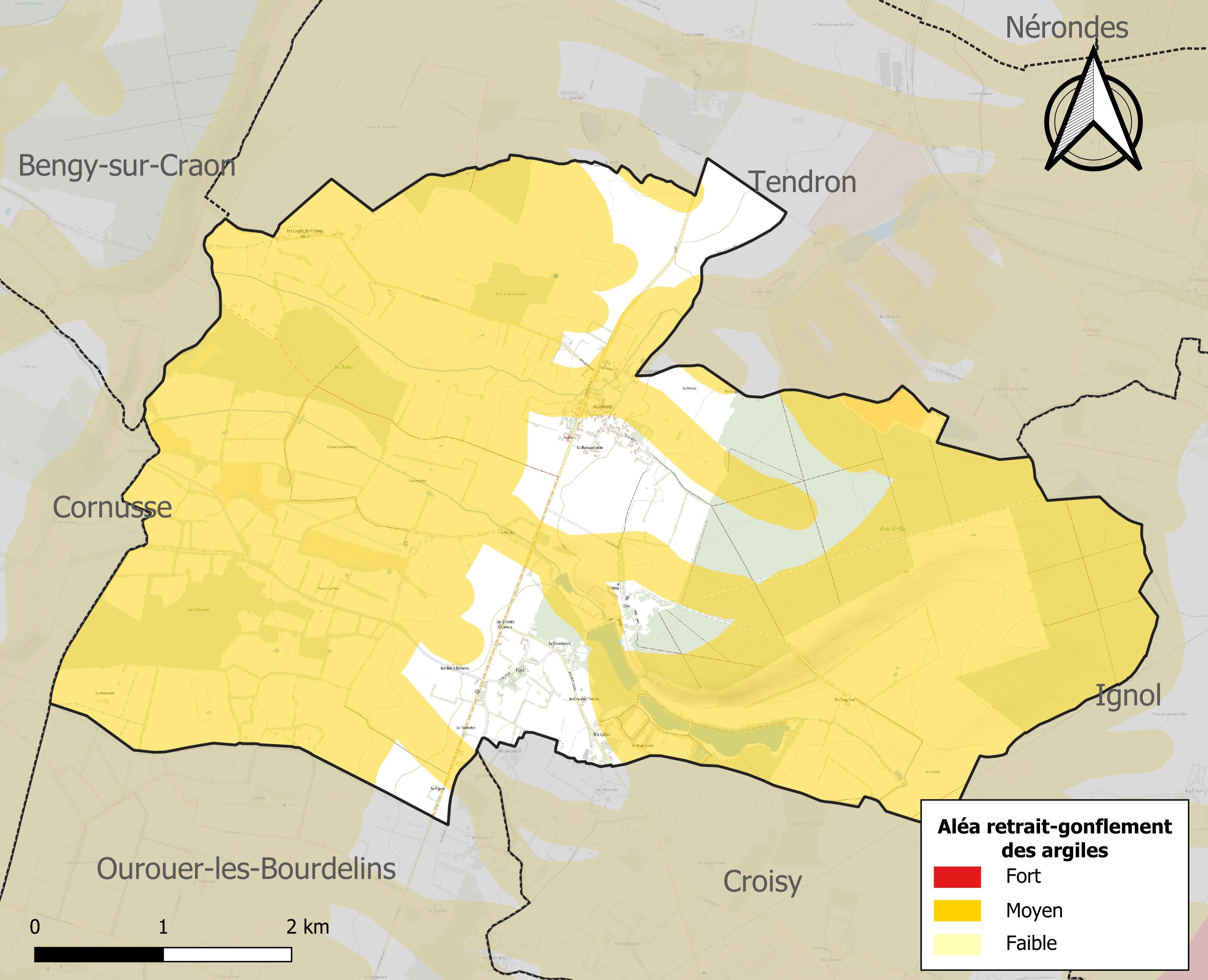
Carte des zones d'aléa retrait-gonflement des sols argileux de Flavigny.

La commune est vulnérable au risque de mouvements de terrains constitué principalement du retrait-gonflement des sols argileux. Cet aléa est susceptible d'engendrer des dommages importants aux bâtiments en cas d’alternance de périodes de sécheresse et de pluie. 82 % de la superficie communale est en aléa moyen ou fort (90 % au niveau départemental et 48,5 % au niveau national). Sur les 126 bâtiments dénombrés sur la commune en 2019, 54 sont en aléa moyen ou fort, soit 43 %, à comparer aux 83 % au niveau départemental et 54 % au niveau national. Une cartographie de l'exposition du territoire national au retrait gonflement des sols argileux est disponible sur le site du BRGM,.
Concernant les mouvements de terrains, la commune a été reconnue en état de catastrophe naturelle au titre des dommages causés par la sécheresse en 1990 et 2020 et par des mouvements de terrain en 1999.

## Histoire
Sur l'emplacement de la commune, au nord-ouest, se trouvait une villa romaine à proximité du cimetière : on en a retrouvé les vestiges lors de fouilles au XIXe siècle.

## Politique et administration
| Période                                  | Période  | Identité           | Étiquette | Qualité                                                   |
| ---------------------------------------- | -------- | ------------------ | --------- | --------------------------------------------------------- |
| Les données manquantes sont à compléter. |          |                    |           |                                                           |
| mars 2001                                |          | Robert Jacquet     |           |                                                           |
| mars 2014                                | mai 2020 | François Richard   |           | Retraité                                                  |
| mai 2020                                 | En cours | Béatrice Allibert, |           | Profession intermédiaire de la santé et du travail social |

## Démographie
L'évolution du nombre d'habitants est connue à travers les recensements de la population effectués dans la commune depuis 1793. Pour les communes de moins de 10 000 habitants, une enquête de recensement portant sur toute la population est réalisée tous les cinq ans, les populations de référence des années intermédiaires étant quant à elles estimées par interpolation ou extrapolation. Pour la commune, le premier recensement exhaustif entrant dans le cadre du nouveau dispositif a été réalisé en 2005.

En 2022, la commune comptait 156 habitants, en évolution de −23,15 % par rapport à 2016 (Cher : −2,48 %, France hors Mayotte : +2,11 %).
| 1793 | 1800 | 1806 | 1821 | 1831 | 1836 | 1841 | 1846 | 1851 |
| ---- | ---- | ---- | ---- | ---- | ---- | ---- | ---- | ---- |
| 402  | 411  | 477  | 454  | 490  | 475  | 450  | 531  | 533  |

| 1856 | 1861 | 1866 | 1872 | 1876 | 1881 | 1886 | 1891 | 1896 |
| ---- | ---- | ---- | ---- | ---- | ---- | ---- | ---- | ---- |
| 530  | 613  | 632  | 624  | 626  | 576  | 558  | 520  | 502  |

| 1901 | 1906 | 1911 | 1921 | 1926 | 1931 | 1936 | 1946 | 1954 |
| ---- | ---- | ---- | ---- | ---- | ---- | ---- | ---- | ---- |
| 469  | 448  | 442  | 410  | 355  | 339  | 290  | 302  | 286  |

| 1962 | 1968 | 1975 | 1982 | 1990 | 1999 | 2005 | 2006 | 2010 |
| ---- | ---- | ---- | ---- | ---- | ---- | ---- | ---- | ---- |
| 258  | 214  | 192  | 204  | 172  | 184  | 194  | 198  | 200  |

| 2015 | 2020 | 2022 | - | - | - | - | - | - |
| ---- | ---- | ---- | - | - | - | - | - | - |
| 202  | 168  | 156  | - | - | - | - | - | - |

## Culture locale et patrimoine

### Lieux et monuments
- L'église Saint-Germain des XIIe et XIIIe siècles.
- Le château de Bar, s'appelait au moyen-âge Bonnebûche. Sa construction remonte au XIVe siècle, avec des modifications au XVIIIe siècle. En 1784, Jean-Charles de Bar, lieutenant des maréchaux de France[25], obtient de changer le nom de Bonnebûche en celui de Bar. En 1822, le domaine est acheté par Maurice de Bonnault, fils de François Joseph de Bonnault. En 1863, son fils, Louis de Bonnault, fait construire la chapelle du château par l'architecte diocésain de Bourges, Joseph Emile Tarlier[26]. Le château est resté depuis dans sa descendance[27].
- La grange du XVIIIe siècle.